# Tótújfalu
Tótújfalu je obec v maďarské župě Somogy. V roce 2014 zde žilo 193 obyvatel. Území obce sousedí přes řeku Drávu s Chorvatskem.

## Sousední obce
Drávagárdony, Lakócsa, Potony, Szentborbás